# 马镇 (江阴市)

## 名稱由來
因曾為宋、元时邮递交接處和往返馬匹歇息地，故其中一橋名为馬公橋，镇以橋名命名。

## 歷史經歷
1949年更命名为馬镇鄉。1957年北渚、河北、璜东三鄉併入。後改公社，駐地北渚。1974年迁駐馬公橋。1983年復為鄉，1991年改為鎮。2007年和璜塘鎮、峭岐鎮等合併，且更名為徐霞客镇。

## 文化資產
馬鎮是明代地理學家徐霞客的故鄉，境内有徐霞客故居和晴山堂石刻等全国重点文物保护单位。